# Птах у просторі
«Птах у просторі» — цикл скульптур  румунського скульптора  Костянтина Бринкуші, над яким він періодично працював протягом 28 років.

## Історія
З 1912 по 1940 рік Бринкуші створив 29 версій «Птаха у просторі» з  бронзи, мармуру різних кольорів і гіпсу.
Перша і найвідоміша скульптура циклу перебуває в  музеї Метрополітен в Нью-Йорку, а бронзова версія — в нью-йоркському  Музеї сучасного мистецтва.
Серія «Птах у просторі» була розпочата скульптурою «Майастра», яка зображує чарівну птицю з  румунського фольклору. У перших скульптурах циклу (1912–1917) Бринкуші намагався показати двоїсту природу птиці, яка згідно легендам перетворювалася на  фею. Але невдовзі від підкреслення жіночності Бринкуші сконцентрувався на втіленні в камені магічного польоту. З 1919 року скульптури циклу стають більш абстрактними. Якщо спочатку перед Бринкуші, за його власними словами, стояло завдання зобразити птаха, що піднімає голову, так, щоб у цьому жесті не було гордості і виклику, то в пізніших скульптурах основна увага приділяється символізму польоту. Цей символізм відображає втечу зі світу повсякденності в трансцендентний світ.

## Цікаві факти
- Джонатан Хайес, дизайнер ігрової приставки Microsoft Xbox 360, взяв за основу її зовнішнього вигляду серію скульптур «Птах у просторі».
- Одна з робіт серії «Птах у просторі» у 2005 році встановила ціновий рекорд для скульптури на аукціоні Кристіз в Нью-Йорку. Вона була продана за 27,4 млн доларів. Спочатку скульптура була оцінена в 8-12 млн доларів. До цього робота не була включена в жодний каталог, і з 1937 р. знаходилася в приватній колекції в Європі, будучи аутентифікованою лише за кілька днів до аукціону. Цю скульптуру зроблено з мармуру та каменю в 1922–1923 роках. Її висота — 1 м 21 см.